# Тяжёлая атлетика на летних Олимпийских играх 2016 — до 53 кг (женщины)
Соревнования по тяжёлой атлетике среди женщин в категории до 53 кг на летних Олимпийских играх 2016 года прошли 7 августа в павильоне 2 комплекса Риосентро. В соревнованиях приняли участие 13 спортсменок из 13 стран. После рывка лидировала китайская тяжелоатлетка Ли Яцзюнь, установившая новый олимпийский рекорд (101 кг), однако в толчке китаянка не смогла совершить ни одной результативной попытки и выбыла из борьбы за медали. Победителем соревнований стала тайваньская спортсменка Сюй Шуцзин, которая смогла защитить чемпионский титул, завоёванный на Играх в Лондоне.
Первую в истории Филиппин олимпийскую медаль в тяжёлой атлетике завоевала Хидилин Диас, ставшая серебряным призёром. Также эта медаль стала первой для Филиппин с 1996 года, когда серебро в боксёрском турнире выиграл Мансуэто Веласко. Обладательницей бронзовой награды стала южнокорейская тяжелоатлетка Юн Джин Хи, для которой эта медаль стала уже второй в карьере. В 2008 году Юн завоевала серебряную медаль.

## Призёры
| Золото             | Серебро                | Бронза                      |
| Сюй Шуцзин Тайвань | Хидилин Диас Филиппины | Юн Джин Хи Республика Корея |

## Рекорды
До начала летних Олимпийских игр 2016 года мировой и олимпийский рекорды были следующими:
| Мировой рекорд     | Рывок  | Ли Пин (CHN)                        | 103 кг | Гуанчжоу | 14 ноября 2010   |
| Мировой рекорд     | Толчок | Сюй Шуцзин (TPE)                    | 132 кг | Инчхон   | 21 сентября 2014 |
| Мировой рекорд     | Сумма  | Сюй Шуцзин (TPE)                    | 233 кг | Инчхон   | 21 сентября 2014 |
| Олимпийский рекорд | Рывок  | Ян Ся (CHN)                         | 100 кг | Сидней   | 18 сентября 2000 |
| Олимпийский рекорд | Толчок | Прапавади Чаренраттанатаракун (THA) | 126 кг | Пекин    | 10 августа 2008  |
| Олимпийский рекорд | Сумма  | Ян Ся (CHN)                         | 225 кг | Сидней   | 18 сентября 2000 |

Во время соревнований в этой дисциплине был установлен новый олимпийский рекорд:
| Дата      | Заплыв | Спортсмен | Страна | Время  | Рекорд |
| --------- | ------ | --------- | ------ | ------ | ------ |
| 7 августа | Рывок  | Ли Яцзюнь | Китай  | 101 кг | OR     |

## Расписание
Время местное (UTC−3)
| Дата      | Время | Раунд    |
| --------- | ----- | -------- |
| 7 августа | 12:30 | Группа B |
| 7 августа | 15:30 | Группа A |

## Соревнование
| Место | Спортсменка            | Страна           | Группа | Вес   | Рывок, кг | Рывок, кг | Рывок, кг | Толчок, кг | Толчок, кг | Толчок, кг | Общая сумма, кг |
| Место | Спортсменка            | Страна           | Группа | Вес   | 1         | 2         | 3         | 1          | 2          | 3          | Общая сумма, кг |
| ----- | ---------------------- | ---------------- | ------ | ----- | --------- | --------- | --------- | ---------- | ---------- | ---------- | --------------- |
| 1     | Сюй Шуцзин             | Тайвань          | A      | 52,60 | 92        | 96        | 100       | 112        | 126        | —          | 212             |
| 2     | Хидилин Диас           | Филиппины        | A      | 52,61 | 88        | 88        | 91        | 111        | 112        | 117        | 200             |
| 3     | Юн Джин Хи             | Республика Корея | A      | 52,59 | 88        | 90        | 90        | 110        | 110        | 111        | 199             |
| 4     | Ребека Коха            | Латвия           | A      | 52,11 | 87        | 87        | 90        | 103        | 107        | 110        | 197             |
| 5     | Розане Дос Рейс Сантос | Бразилия         | A      | 52,57 | 85        | 90        | 90        | 103        | 107        | 108        | 193             |
| 6     | Канаэ Яги              | Япония           | B      | 52,39 | 81        | 81        | 81        | 101        | 101        | 105        | 186             |
| 7     | Деви Сафитри           | Индонезия        | A      | 52,78 | 80        | 80        | 80        | 105        | 105        | 108        | 185             |
| 8     | Эвангелиа Вели         | Албания          | B      | 51,58 | 68        | 72        | 75        | 88         | 90         | 96         | 165             |
| 9     | Лели Бургос            | Пуэрто-Рико      | B      | 49,53 | 67        | 70        | 72        | 85         | 88         | 90         | 162             |
| 10    | Скарлет Меркадо        | Никарагуа        | B      | 52,85 | 62        | 66        | 68        | 83         | 86         | 89         | 155             |
| 11    | Фиорелья Куэва         | Перу             | B      | 48,32 | 62        | 65        | 67        | 85         | 88         | 90         | 153             |
| 12    | София Рито             | Уругвай          | B      | 51,74 | 64        | 64        | 67        | 82         | 82         | 88         | 146             |
| —     | Ли Яцзюнь              | Китай            | A      | 52,50 | 98        | 101 OR    | 104       | 123        | 126        | 126        | DNF             |